# Olle Meurling

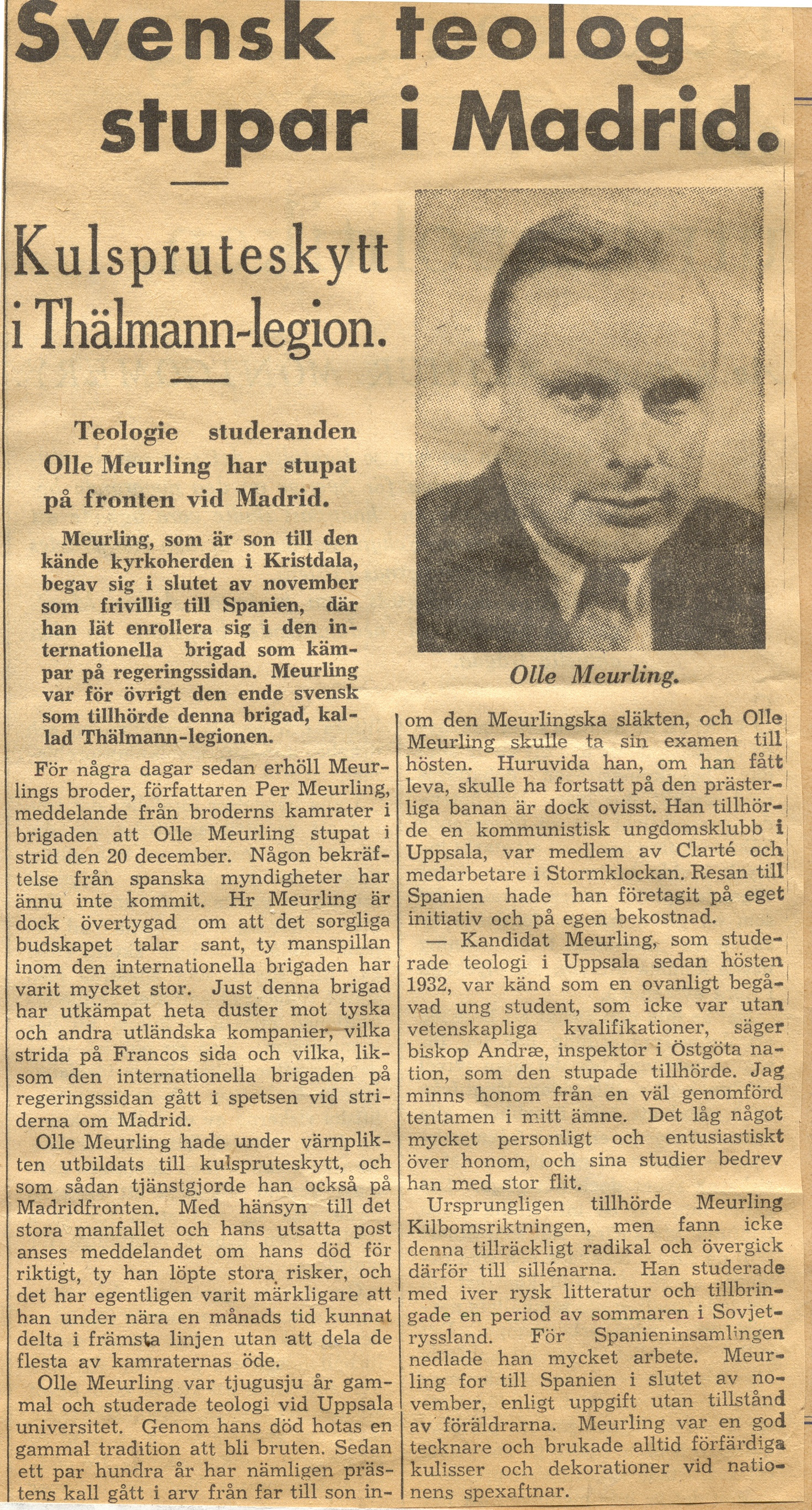
Olle Meurlings dödsruna,
från DN 1937-01-08.

Olov (Olle) Meurling, född 13 augusti 1909 i Uppsala, död 19 december 1936 nära Madrid, var en svensk Spanien-frivillig, teologistudent och revolutionär från Uppsala. Han var prästson och bror till den kände svenske tidigare kommunisten Per Meurling. Farfadern var högermannen och kyrkoherden i Kristdala, Linköpings stift, Charodotes Meurling. Hans far, Erik Meurling, tillträdde 1924 kyrkoherdetjänsten i Kristdala.
Meurling blev den förste svensk som officiellt registrerades i de antifascistiska Internationella brigaderna. Han var under många år känd som den förste svensk som stupade i spanska inbördeskriget, den 19 december 1936 vid Boadilla del Monte utanför Madrid efter endast fem dagar vid fronten. Hans kropp återfanns på slagfältet den 25 december och gravsattes dagen därpå i grav nr 17 på Internationella Brigadens kyrkogård i Fuencarral, också utanför Madrid.
Slutraden i hans sista brev hem fick karaktären av appell bland dåtidens svenska progressiva ungdom: "Kamrater - håll den röda lågan brinnande", och hade följande lydelse:
| ” | Fronten den 15/12. Kamrat! Jag lever än. Det moderna kriget är ingen lek. Fascisterna använder även gas mot oss. Jag uthärdar strapatserna gott. Men nätterna är förbaskat kalla. Vårt intåg i Barcelona var storartat: Röda fanor, musik i täten och flera hundra frivilliga från alla länder. Befolkningen var fylld av hänförelse. Överallt har vi blivit hälsade med Röd front. Kamrater! Håll den röda lågan brinnande. Revolutionärer dör, men revolutionen lever! Olle. P.S. Jag tillhör Thälmannbataljonen | „ |

En minnesstund anordnades den 22 januari 1937 av studentföreningen Clarté med föredrag av Meurlings bror Per Meurling över temat "Spanien i kamp" samt en hyllningsdikt skriven av Ture Nerman. Lokalen var fylld till trängsel, och man konstaterade att alla politiska riktningar var representerade.
Brevet och Meurlings öde gavs 1939 poetisk form i dikten "Frivillig" av Nils Bolander vilken 1971 har tonsatts och spelats in av Tomas Ernvik.
Efter krigets slut, 1940, lät Franco-regimen gräva upp gravarna vid Internationella Brigadens kyrkogård i Fuencarral, innehållande minst 424 döda frivilliga från omkring 16 länder, och dumpa kropparna i en närbelägen massgrav. Den exakta platsen för denna massgrav var länge okänd, men tros ha återupptäckts 2017.
Först på 1970-talet framkom det att Edvard Wedin var den första svensk som stupade i spanska inbördeskriget snarare än Meurling. Wedin sköts i början av september vilket framkom genom uppgifter från italienska Spanienveteraner. Över 150 svenskar dog under det spanska inbördeskriget 1936-1939.